# 올리버 레크
올리버 레크(독일어: Oliver Reck, 1965년 2월 27일 ~ )는 은퇴한 독일의 축구 선수로, 현역 시절 골키퍼로 활약하였다.
20년의 선수로 활동하던 시절, 그는 SV 베르더 브레멘과 FC 샬케 04에서 분데스리가만 471경기, 500번이 넘는 공식 경기에 출전하였으며, 뛰어난 반사신경으로 잘 알려져 있다.

## 클럽 경력
레크는 1983-84 시즌에 키커스 오펜바흐 소속으로 데뷔하였고, 레크는 이 시즌에 18경기를 출전하였으나, 팀의 1부리그 강등은 막지 못하였다.
1985년, 그는 SV 베르더 브레멘으로 이적하였고, 13즌 중 11시즌을 부동의 주전 골키퍼로 출전하였으며, 브레멘 리그 우승 2회와 UEFA 컵위너스컵 1991-92 우승을 이룩하는데 큰 공을 세웠다.
레크는 1998년, FC 샬케 04로 33세의 나이에 이적하였으며, 112번의 경기에 더 출전하며 기량이 녹슬지 않았음을 증명하였다. 그는 마지막 시즌에 프랑크 로스트 골키퍼의 백업으로 활약하였고, 이후 은퇴하기로 결정하였다. 비록 올리버 칸이 리그 최다 클린시트를 기록하고 있으나, 471경기 중 173경기에서 실점한 레크는 515경기 중 180번의 클린시트를 기록한 칸보다 무실점 경기 비율이 더 높다. 무실점 경기 비율은 칸이 0.349이고 레크는 0.367이다.
2002년 2월9일, 그는 은퇴한 시즌 바로 전의 시즌에 4-0으로 이긴 FC 장크트 파울리 전에서 페널티킥으로 득점하였다. 은퇴 후, 그는 샬케의 골키퍼 코치가 되었다. 프레트 루턴이 2009년 3월에 경질된 후, 레크는 요우리 물더와 미케 뷔스켄스와 함께 2008-09 시즌 잔여기간 동안 임시감독직을 맡았다.

## 감독 경력
레크는 1996년 6월 4일, 9-1로 승리한 리히텐슈타인과의 친선경기에 딱 한번 독일 축구 국가대표팀 일원으로 출전하였다. 같은 해 그는 UEFA 유로 1996 스쿼드에 포함되었고, 팀은 우승을 거두었다.

## 수상

### 클럽
- UEFA 컵위너스컵: 1991–92
- 푸스발-분데스리가: 1987–88, 1992–93
- DFB-포칼:
  - 우승: 1990–91, 1993–94, 2000–01, 2001–02
  - 준우승: 1988–89, 1989–90
- DFB-리가포칼 준우승: 2001, 2002

### 국가대항전
- UEFA 유럽 축구 선수권 대회: 1996
- 하계올림픽 동메달: 1988